# Port lotniczy Niigata
Port lotniczy Niigata (IATA: KIJ, ICAO: RJSN) – port lotniczy położony 6,7 km na północny wschód od Niigata, w prefekturze Niigata, w Japonii.